# 緊固件

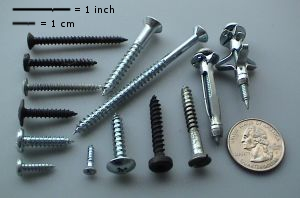
典型的緊固件，右下方的硬幣用來作為比例尺

緊固件（英文：Fastener）又稱扣件，是一種可以將二個或多個元件以機械方式固定或粘合在一起的機械元件。一般來說，緊固件不會永久的固定二個元件，固定在一起的元件可以在不破壞元件的情形下分開。
自行组装家具多半會用门闩鎖住的定縫銷釘固定，也稱為conformat fasteners。緊固件也可用來使容器（如袋子、箱子）保持關閉狀態，其作法可能是使元件開口處保持密合，在容器上加裝蓋子。也有像麵包夾特別設計的元件，這類緊固件不會永久使容器密閉，使用者仍可以不破壞緊固件的條件下將容器打開。
像繩、細繩、金屬線、金屬繩索、鎖鏈及膠帶之類的物品都可以用來固定二個或多個物體，不過因為這些物體有其他更常見的用途，一般不會視為緊固件。铰链和弹簧也可以將二個物體連在一起，不過其主要目的是讓物體可以在一定條件下運動，不是固定物體，因此也不會視為緊固件。

## 常見的緊固件
- 鈕扣
- 拉鏈
- 魚尾夾
- 回形针
- 大頭針
- 釘書釘
- 圖釘
- 釘子
- 铆钉
- 螺絲、螺母及螺桿
- 锚定螺栓(壁塞)
- 法蘭
- 橡皮筋
- 魔鬼沾

### 螺紋緊固件

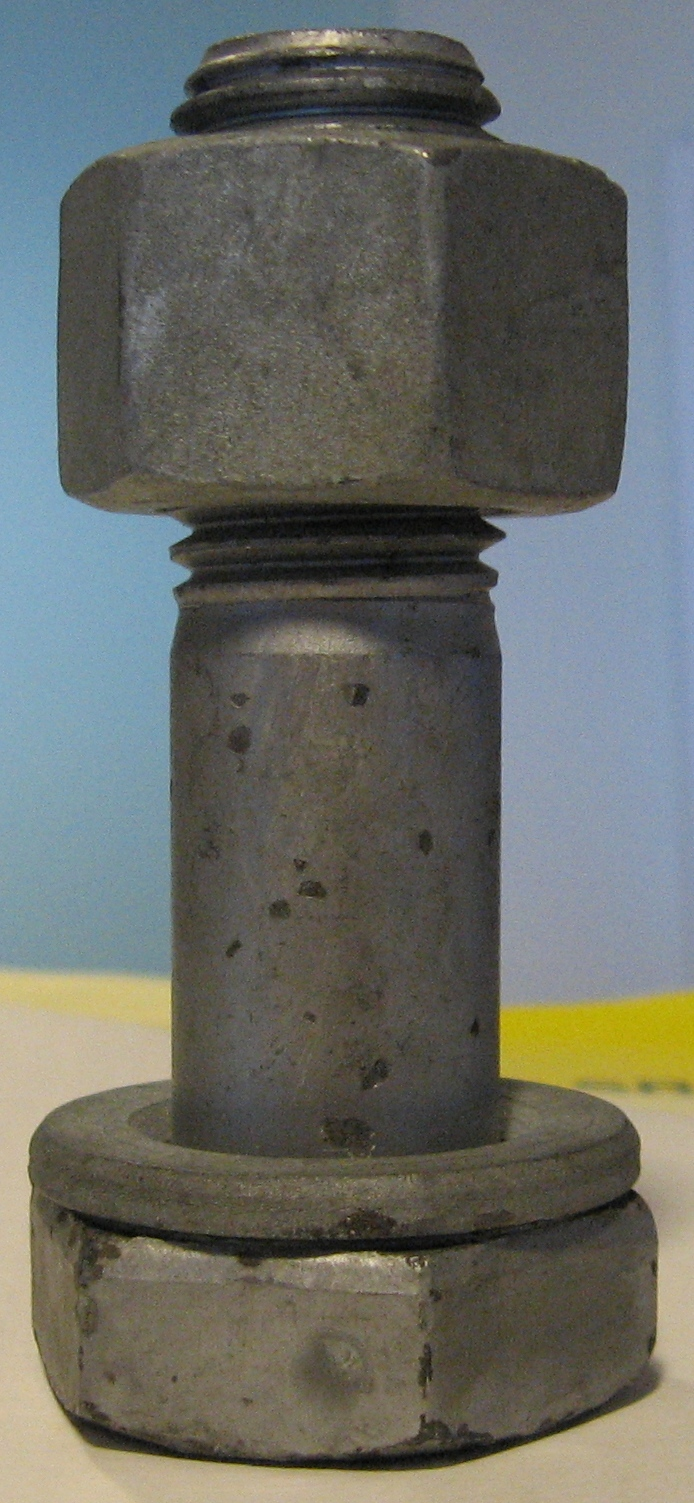
結構用螺栓DIN 6914，DIN 6916墊片以及UNI 5587螺帽

螺紋緊固件是一種内壁或外壁刻有螺紋的機械零件，一般作為方便多個部件組合的緊固件使用。最常見的螺紋緊固件是螺钉、螺帽及螺栓，不過也有其他的螺紋緊固件，例如浮动螺母、螺桿、螺紋插件等。

## 应用
检测紧固件的方法有雷射、视觉检测和涡电流等。

## 企业
北美最大的紧固件经销商是美国快克公司。

## 延伸閱讀
- Parmley, Robert.  3. McGraw Hill. 1996. ISBN 9780070485891.